# 플럭스박스
플럭스박스(Fluxbox)는 X 윈도 시스템의 창 관리자 가운데 하나이다. 블랙박스 0.61.1판에서 파생되어 시스템 자원을 덜 소비하고자 개발되었다. 사용자 인터페이스는 작업 표시줄과 팝업 메뉴(바탕화면에서 마우스 오른쪽 버튼을 누르면 나옴)이며 최소한의 그래픽 아이콘을 지원한다. 메뉴 구성과 키 연결을 포함한 모든 기본 설정은 텍스트 파일에서 한다.
플럭스박스는 기본적으로 색 설정, 기울기 설정, 테두리 설정 등 몇 가지 노리개(아이캔디)도 제공하며 요즘에는 모서리를 둥글게 하는 것도 제공한다. Xcompmgr, transset-df같은 효과 관리 소프트웨어를 통해 반투명 효과도 줄 수 있으며 블랙박스에는 없었던 탭 창(tabbed windows)이나 제목 표시줄 설정 등도 제공한다.
크노픽스, PC플럭스박스OS, 린거아스OS, 플럭스분투 등에서 기본 창 관리자로 쓰인다.

## 설정
플럭스박스 설정 파일은 일반적으로 /home/(사용자)/.fluxbox 디렉토리에 있다. 글쇠 설정은 keys라는 파일에 저장되고 메뉴 설정은 menu라는 파일에 저장된다. 플럭스박스를 켜면서 자동으로 어떤 소프트웨어를 함께 켤지에 대한 설정은 startup이라는 파일에 저장되며 기본 설정은 init라는 파일에 저장된다. 각 파일마다 문법(syntax)이 다르기 때문에 파일을 고치기 전에 플럭스박스 매뉴얼을 숙지하는 것이 좋다.

## 같이 보기
- 오픈박스
- PekWM